# Kumpolec
Kumpolec je malá vesnice, část obce Tisová v okrese Tachov v Plzeňském kraji. Nachází se asi tři kilometry severně od Tisové. Je zde evidováno 18 adres. V roce 2011 zde trvale žilo osm obyvatel.
Kumpolec je také název katastrálního území o rozloze 5,13 km². V katastrálním území Kumpolec leží i Lhotka. Asi jeden kilometr západně od Kumpolce se nachází stejnojmenná vodní nádrž s chatovou osadou.

## Historie
První písemná zmínka o vesnici pochází z roku 1364.

## Obyvatelstvo
| Rok            | 1869 | 1880 | 1890 | 1900 | 1910 | 1921 | 1930 | 1950 | 1961 | 1970 | 1980 | 1991 | 2001 | 2011 | 2021 |
| -------------- | ---- | ---- | ---- | ---- | ---- | ---- | ---- | ---- | ---- | ---- | ---- | ---- | ---- | ---- | ---- |
| Počet obyvatel | 121  | 108  | 107  | 124  | 130  | 128  | 114  | 24   | 23   | 23   | 6    | 1    | 2    | 8    | 9    |
| Počet domů     | 21   | 21   | 22   | 22   | 22   | 22   | 22   | 20   | 20   | 6    | 2    | 2    | 2    | 3    | 3    |

## Obecní správa
Při sčítání lidu v letech 1850–1959 Kumpolec byl samostatnou obcí, se kterým patřil nejprve do okresu Planá, ale od roku 1950 v okrese Tachov. V letech 1960–1979 byl částí obce Tisová v okrese Tachov. Od 1. ledna 1980 do 23. listopadu 1990 byl částí obce Staré Sedliště v okrese Tachov. Od 24. listopadu 1990 je opět částí obce Tisová v okrese Tachov. V letech 1850–1959 k obci patřila Lhotka.

## Galerie

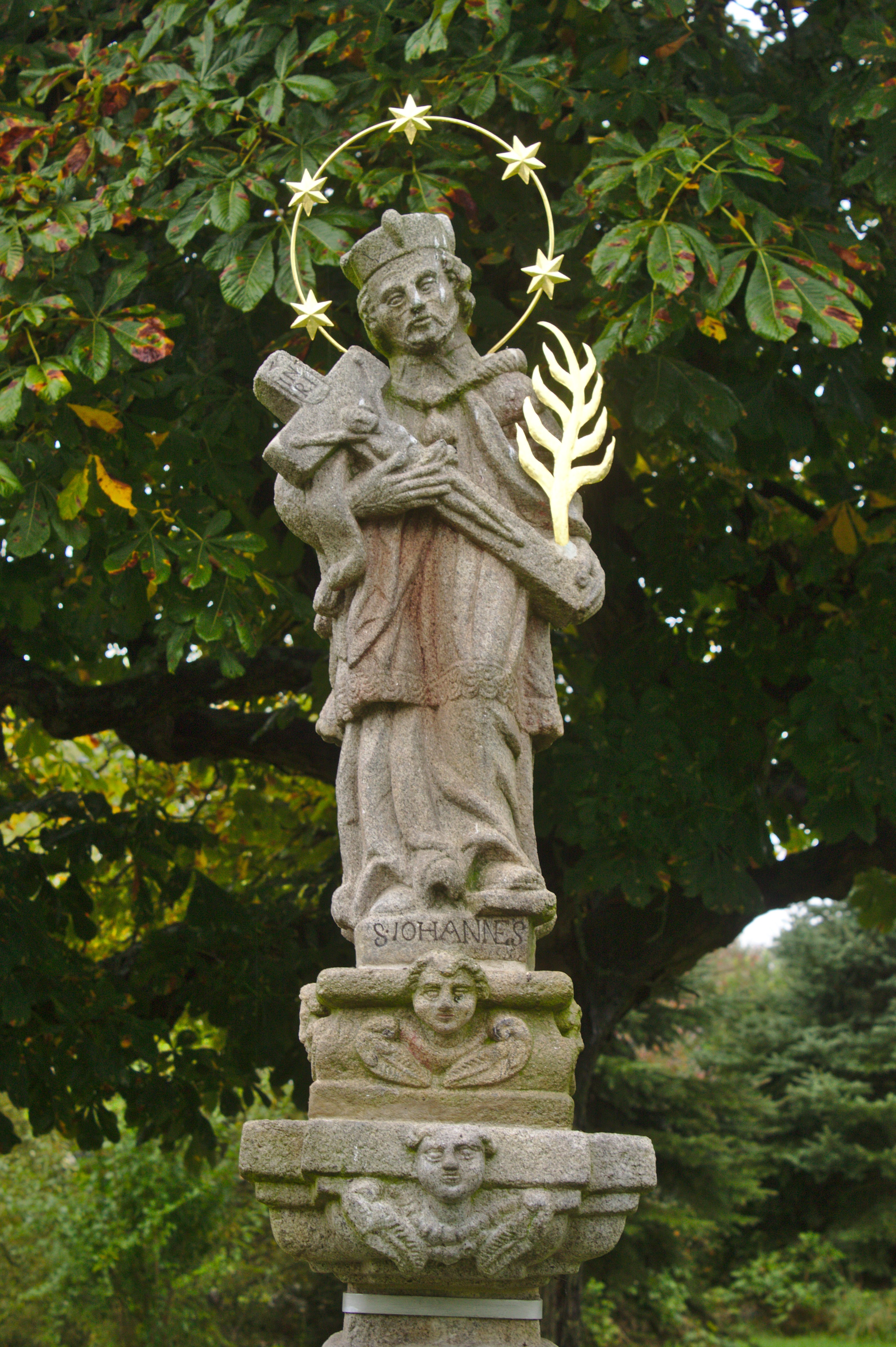
socha Jana Nepomuckého
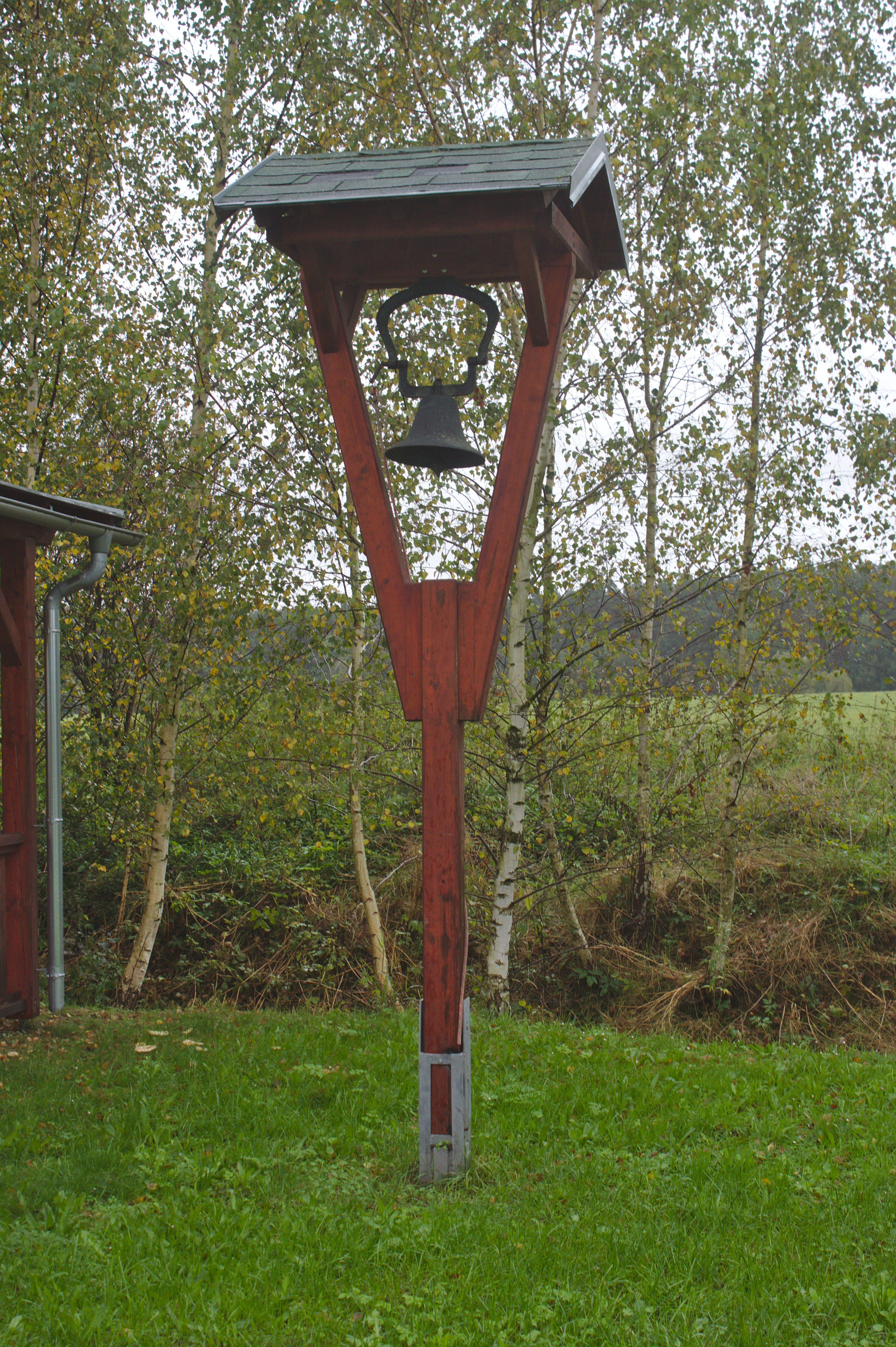
zvonice
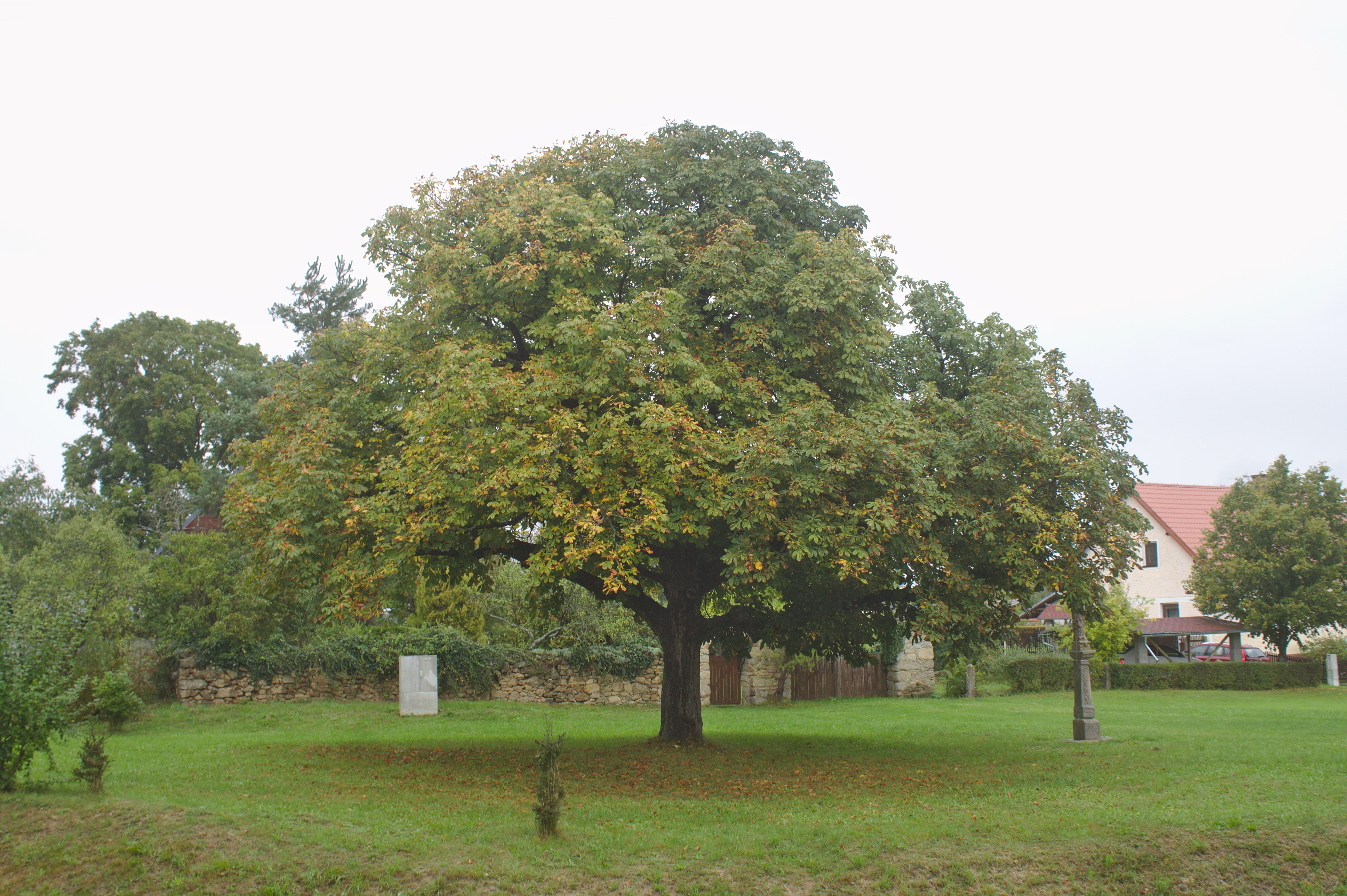
jírovec na návsi